# Мусієнко Євген Володимирович
Євге́н (Євгеній) Володи́мирович Мусіє́нко — капітан медичної служби Збройних сил України, учасник російсько-української війни.

## З життєпису
Лікар-анестезіолог Кременчуцької ЦРЛ. Під час Революції Гідності на Майдані ніс службу медика. Учасник російсько-української війни. У зоні бойових дій перебував з червня 2014 по червень 2015 року, був поранений у боях під Донецьком.

## Нагороди
За особисту мужність і героїзм, виявлені у захисті державного суверенітету та територіальної цілісності України, вірність військовій присязі під час російсько-української війни, відзначений — нагороджений
- 13 серпня 2015 року — орденом «За мужність» III ступеня.
- 26 серпня 2015 року — відзнакою Міністра оборони «За військову доблесть»